# Ignace Bessi Dogbo
Ignace Bessi Dogbo (* 17. srpna 1961, Niangon-Adjamé) je římskokatolický kněz, arcibiskup v abidžanský a kardinál z Pobřeží slonoviny.

## Život
Vysvěcen na kněze byl dne 2. srpna 1987 pro diecézi Youpogon jejím biskupem Laurentem Akranem Mandjo. V roce 1989 byl vyslán na studia do Říma, kde roku 1993 získal licenciát biblické exegeze na Papežském biblickém institutu. Roku 1995 se stal generálním vikářem diecéze. 

### Biskupská služba
Papež Jan Pavel II. jej 19. března 2004 jej jmenoval biskupem Diecéze Katiola, dne 4. červenec 2004 přijal biskupské svěcení. 12. října 2017 byl jmenován apoštolským administrátorem Arcidiecéze Korhogo, 3. ledna 2021 byl jmenován tamním arcibiskupem. V letech 2021–2023 byl předsedou Konference katolických biskupů Pobřeží slonoviny. 20. května 2024 byl jmenován arcibiskupem abidžanským.

### Kardinálská kreace
V neděli 6. října 2024 papež František oznámil, že na 8. prosince 2024 svolá konzistoř, v níž bude jmenovat 21 nových kardinálů, včetně Mons. Bessiho. Na konzistoři, jejíž datum bylo později změněno na 7. prosince jej papež skuteční kreoval.